# ReRe Hello
ReRe Hello (ReReハロ, ReRe Haro) é uma série japonesa de mangá shoujo escrita e ilustrada por Touko Minami e publicada na revista Bessatsu Margaret da Shueisha. É uma sequência do one-shot de 2013 Mebuki Kimidori. O primeiro volume foi publicado em 25 de julho de 2013 e dez volumes foram publicados até o momento.

## Enredo
Quando ela tinha 5 anos de idade, Ririko perdeu a sua mãe. Desde então ela ajuda seu pai, cuidando da casa e de seu irmão mais novo. Quando seu pai é hospitalizado, ela se vê na obrigação de assumir a sua posição no trabalho como uma assistente geral. Seu primeiro cliente é Minato Suou, um estudante rico que vive sozinho. Apesar de que esse seria apenas um trabalho de um dia, Ririko acaba formando um contrato com Minato, cozinhando e prestando serviços a ele diariamente, já que Minato não consegue cuidar de si mesmo. Em troca, Minato trabalha no negócio da família de Ririko.

## Personagens
Ririko Hayakawa (早川 リリコ, Hayakawa Ririko)
Ririko é uma garota de 15 anos de idade que é energética e trabalhadora. Além de ir para escola, ela também cuida da sua casa e de seu irmão mais novo. Ela perdeu sua mãe quando tinha cinco anos, sendo a única garota da casa, ela assume um papel materno. Quando seu pai é hospitalizado, ela decide assumir o trabalho dele. Assim ela conhece Minato.
Minato Suou (周防 窪, Suou Minato)
Minato é um garoto de 15 anos de idade vindo uma família rica. Ele vive num apartamento sozinho. Devido a uma briga com seu pai, todas as empregadas e cozinheiras que deveriam ajuda-lo foram proibidas. Contudo ele ainda foi deixado com o seu cartão de crédito. Por ter levado uma vida de luxo, nunca tendo que fazer nada, ele se vê na necessidade de contratar o serviço do pai de Ririko para ajuda-lo.

## Recepção
O volume 2 atingiu a 16ª posição dos mais vendidos pela Oricon em 1 de dezembro de 2013, vendendo 54.621 cópias. O volume 3 atingiu a 11ª posição e, até 6 de abril de 2014, vendeu 95.334 cópias. O volume 4 atingiu a 16ª posição e até 3 de agosto de 2014 havia vendido 96.901 cópias. 